# Estadio Polideportivo Sur
El Estadio Polideportivo Sur es un estadio de fútbol, donde el equipo municipal Envigado F. C. hace las veces de local en la Categoría Primera A del fútbol colombiano. El estadio fue inaugurado en 1992 y tiene capacidad para 14 000 espectadores. Se encuentra al suroccidente del municipio de Envigado, limitando con Itagüí y Sabaneta, en el área metropolitana de Medellín.

## Acontecimientos
Para el Torneo Finalización 2009 el Envigado FC jugó como local solo un partido en el Polideportivo Sur, ya que el escenario fue sometido a remodelaciones por la realización de los Juegos Suramericanos 2010 en Medellín.
En este escenario deportivo Envigado F. C. jugó la Copa Sudamericana 2012 y en las temporadas de 1991 frente a Alianza Llanos y 2007 frente a Academia de la Segunda División logró su ascenso a la Categoría Primera A para el Campeonato Colombiano 1992 y la Temporada 2008 del Fútbol Profesional Colombiano.
Atlético Nacional e Independiente Medellín han jugado partidos de local por Categoría Primera A en este estadio cuando se ha necesitado, como en el Torneo Apertura 2003; el Independiente Medellín empató aún gol con Centauros Villavicencio y Atlético Nacional en el Torneo Apertura 2010 Itagüí Ditaires jugó la Copa Sudamericana 2013 en este escenario deportivo.
El Equipo Alianza Petrolera jugó algunos partidos de los cuadrangulares y el partido de la  Gran final del torneo finalización ante Deportivo Rionegro y el del Ascenso directo a la Categoría Primera A en la temporada 2012 frente al equipo América de Cali en el  Estadio Polideportivo Sur.
Itagüí Leones jugó cinco partidos de local en la segunda vuelta del todos contra todos de la Primera B 2016.